# 樱屋酒类
樱屋酒类株式会社是满洲国奉天市的酿酒、贩售公司。成立于1934年。

## 概况
1931年9月，日本人上西胜三在奉天满铁附属地红梅町41番地设立了樱屋酿造场，其清酒酒铭为“庆典”，1935年夏改为“满洲樱”:95。当时的年生产能力为5000石，工厂有工人47人，销售人员10人。:154
1934年9月6日，日本人上西胜设立满洲国法人樱屋酒类株式会社，公司地址与樱屋酿造场相同。资本金100万满洲国圆，主营业务为清酒及其他酒类的酿造和贩售。:486